# Merkit
Los Merkitas (literalmente "hábiles / sabios") fue uno de las cinco grandes confederaciones tribales (khanlig) de origen probablemente Mongol o túrquico que poblaron la Llanura Mongola en el siglo XII.
Los merkitas vivían en las cuencas de los ríos Selenga y Orjón (actual sur de Buriatia y Provincia de Selenge). Después de pelear durante más de 20 años, fueron derrotados en 1200 por Gengis Kan y se incorporaron a la Imperio Mongol.

## Etimología
La palabra Merged (мэргэд) es una forma plural derivada de la palabra mongola mergen (мэргэн), que significa tanto "sabio" como "enmascarado hábil". La palabra también se usa en muchas frases con implicaciones mágicas, oráculos, adivinación, augurio o poder religioso. El idioma mongol no tiene una clara distinción morfológica o gramatical entre sustantivos y adjetivos, por lo que mergen puede significar tanto "un sabio" como "sabio" o "hábil" tanto como "un maestro." Merged se convierte en plural como en "sabios" o "hábiles enmascarados". En el sentido general, mergen generalmente se refiere a alguien que es hábil y sabio en sus asuntos.[cita requerida]

## Tres Mergeds
Los Mergeds eran una confederación de tres tribus, que habitaban la cuenca de los ríos Selenga y Orjón.
- Los Merkitas uduyíes vivían en Buur-kheer, cerca del curso inferior del río Orjón;
- Los Merkitas Uva vivían en el Tar, entre los ríos Orjón y Selenge;
- Los Merkitas Khaad ("Reyes" Merkitas) vivían en Kharaji-kheer, en el río Selenge.

## Relaciones étnicas
Los Merkitas estaban relacionados con los mongoles, Naimanos, Keraitas, y Kitanes.

## Conflicto con Genghis Khan
La madre de Temüjin, Hoelun, perteneciente en su origen a los Olkhonud, se había comprometido con el jefe Merkita Yehe Chiledu en 1153. Fue secuestrada por el padre de Temüjin,Yesugei, mientras era escoltada a casa por Yehe Chiledu.
A su vez, la nueva esposa de Temujin, Börte fue secuestrada por jinetes Merkitas de su campamento cerca del río Onon alrededor de 1181 y entregada a uno de sus guerreros. Temüjin, apoyado por su hermano (no de sangre) Jamukha y su khan etseg ('Padre kan') Tooril Khan de los Keraitas, atacó a los Merkitas y rescató a Börte en un año. Los Merkitas fueron dispersados después de este ataque. Poco después dio a luz a un hijo llamado Jochi. Temujin aceptó la paternidad, pero la duda sobre la paternidad de Jochi persistió a lo largo de toda su vida. Estos incidentes causaron fuerte animosidad entre la familia de Temujin y los Merkitas.
En la época en que se produjo la unificación de las tribus mongoles y el ascenso como Gengis Kan en 1206, los merkitas parecen haber desaparecido como grupo étnico. Los que sobrevivieron probablemente fueron absorbidos por otras tribus mongolas (Oirates, Buriatos, Jaljas) y otros huyeron y se intregraron con los Kipchaks. En 1215-1218, Jochi y Subutai aplastaron lo que quedaba de los merkitas y se enfrentaron con los Kankalis o los Kipchaks porque les habían dado refugio.
Genghis Khan tuvo una khatun llamada Khulan que murió mientras las fuerzas mongolas asediaban un asentamiento de la Rus de Kiev en Riazán en 1236. En 1236, durante la conquista mongola de la Bulgaria del Volga, un cuerpo Merkita fue encontrado en las áreas dominadas por Búlgaros y Kipchakos.

## Los últimos Merkitas
Unos pocos merkitas consiguieron alcanzar posiciones prominentes entre los mongoles, pero fueron clasificados como mongoles en la sociedad mongola. La esposa del Gran Kan Guyuk, Oghul Qaimish, que fue regente entre 1248-1251, era merkita. El tradicionalista Bayan y su sobrino Tuotuo sirvieron como Grandes Consejeros de la Dinastía Yuan en China y Mongolia. Después de la caída de la dinastía Yuan, fueron clan destacado en la Dinastía Yuan del Norte.